# 田村直弘
田村 直弘（たむら なおひろ、1978年7月3日 - ）は、日本の元プロサッカー選手、サッカー指導者。ポジションはミッドフィルダー。現在は桃山学院大学体育会サッカー部コーチおよびSt.Andrew's FC監督。

## 経歴
徳島商業高校時代、1996年度の全国高校サッカー選手権にて準決勝まで進む。桃山学院大学では1999年に関西学生サッカー春季リーグ得点王（8得点）を獲得。
大学在学中の2000年7月にガンバ大阪に加入。2002年7月よりサガン鳥栖に期限付き移籍。2002年7月10日のJ2リーグ第17節・ヴァンフォーレ甲府戦で公式戦初出場。2003年より鳥栖に完全移籍し、同年限りで契約満了。2004年はJFLの愛媛FCに移籍。同シーズンで現役を引退した。
現役引退後は、2005年6月に同年よりJリーグに参入した地元・徳島ヴォルティスのマネージャーに就任、2007年まで同職を務める。徳島には2012年まで在籍し、徳島ヴォルティス・セカンドやアカデミーの指導者を歴任。
2013年より母校の桃山学院大学のコーチに就任。2016年からは関西サッカーリーグに参加する同部の社会人チームであるSt.Andrew’s FCの監督も兼任する。

## 所属クラブ
- 1991年 - 1993年 城西中学校
- 1994年 - 1996年 徳島商業高校
- 1997年 - 2000年6月 桃山学院大学
- 2000年6月 - 2002年 ガンバ大阪
  - 2002年7月-同年末 サガン鳥栖（期限付き移籍）
- 2003年 サガン鳥栖
- 2004年 愛媛FC

## 個人成績
| 国内大会個人成績 | 国内大会個人成績 | 国内大会個人成績 | 国内大会個人成績 | 国内大会個人成績 | 国内大会個人成績 | 国内大会個人成績 | 国内大会個人成績 | 国内大会個人成績 | 国内大会個人成績 | 国内大会個人成績 | 国内大会個人成績 |
| 年度             | クラブ           | 背番号           | リーグ           | リーグ戦         | リーグ戦         | リーグ杯         | リーグ杯         | オープン杯       | オープン杯       | 期間通算         | 期間通算         |
| 年度             | クラブ           | 背番号           | リーグ           | 出場             | 得点             | 出場             | 得点             | 出場             | 得点             | 出場             | 得点             |
| 日本             | 日本             | 日本             | 日本             | リーグ戦         | リーグ戦         | リーグ杯         | リーグ杯         | 天皇杯           | 天皇杯           | 期間通算         | 期間通算         |
| ---------------- | ---------------- | ---------------- | ---------------- | ---------------- | ---------------- | ---------------- | ---------------- | ---------------- | ---------------- | ---------------- | ---------------- |
| 2000             | G大阪            | 32               | J1               | 0                | 0                | 0                | 0                | 0                | 0                | 0                | 0                |
| 2001             | G大阪            | 32               | J1               | 0                | 0                | 0                | 0                | 0                | 0                | 0                | 0                |
| 2002             | G大阪            | 14               | J1               | 0                | 0                | 0                | 0                | -                | -                | 0                | 0                |
| 2002             | 鳥栖             | 17               | J2               | 22               | 0                | -                | -                | 3                | 0                | 25               | 0                |
| 2003             | 鳥栖             | 11               | J2               | 6                | 0                | -                | -                | 0                | 0                | 6                | 0                |
| 2004             | 愛媛             | 27               | JFL              | 6                | 1                | -                | -                |                  |                  |                  |                  |
| 通算             | 日本             | 日本             | J1               | 0                | 0                | 0                | 0                | 0                | 0                | 0                | 0                |
| 通算             | 日本             | 日本             | J2               | 28               | 0                | -                | -                | 3                | 0                | 31               | 0                |
| 通算             | 日本             | 日本             | JFL              | 6                | 1                | -                | -                |                  |                  |                  |                  |
| 総通算           | 総通算           | 総通算           | 総通算           | 34               | 1                | 0                | 0                |                  |                  |                  |                  |

## 指導経歴
- 徳島ヴォルティス
  - 2007年 - 2008年 徳島ヴォルティス・セカンド：コーチ
  - 2009年 U-13
  - 2010年 - 2012年 ジュニアユース：監督
- 桃山学院大学
  - 2013年 - 現在 コーチ
  - 2016年 - 現在 St.Andrew's FC：監督
- 2017年 - 現在 セレッソ大阪：サッカースクールコーチ